# 佐賀公園站
佐賀公園站（日语：／ Saga-kōen eki */?）位於日本高知縣幡多郡黑潮町，屬於土佐黑潮鐵道（日语：土佐くろしお鉄道）的鐵路車站。車站編號為TK31。車站與國道56號並行。
當1988年原國鐵中村線轉交土佐黑潮鐵道營運時，仍未有此車站，直至1993年10月1日才增設本站。本站長期以來只停靠普通列車。
站名源自於車站旁邊的土佐西南大規模公園。而在舊有的木製月台站牌上，本站採用的標語為「看到鯨魚」，候車站背面則畫了一幅漁民用竹竿捕捉鯨魚的壁畫。不過2020年時，有關的站牌已改成為現代標準形的設計，相關的標語也不再存在。

## 車站結構
本站建於平整後的斜坡上，為簡易車站模式，沒有設置站房，整個月台部份連同車站出均是以水泥建成，又開站時已於樓梯旁加設了通往月台的無障礙斜道，為線道內最先無障礙化的車站之一。
樓梯口設有巴士站，也是本站唯一的配套設施。

### 月台配置
只設有側式月台1座，長度約為55米，不足以停靠3輛編成列車。月台中央設有蓋候車亭，內有兩張木製長櫈。此站其獨特之處為車站的各種設備，包括欄杆、站牌、候車亭、坐椅、煙灰皿等都以同一色調的天然木柱或木板所建成。另外，由於是在路軌建成後才後加的車站，因此座落在彎位上，因此月台和列車間的空隙亦相對較大，上下車時須要留意。
| 路線     | 方向 | 目的地         |
| -------- | ---- | -------------- |
| ■ 中村線 | 下行 | 中村、宿毛方向 |
| ■ 中村線 | 上行 | 窪川方向       |

## 歷史
- 1993年4月1日：開業。

## 使用狀況
與鄰站土佐白濱站一樣，本站一直以來使用人數都處於極低水平。相比土佐白濱站附近仍有約50戶民居；本站附近皆沒有任何住宅，就連用作標名的「佐賀公園」，其實也是在東北方約1.8公里處，可以說是周邊荒蕪，與宿毛線上的國見站共列全部土佐黑潮車站中的尾二及尾三位置、有人上落車站中最低排名。
| 1日上落人數推斷 | 1日上落人數推斷 |
| 年度            | 1日平均人數     |
| --------------- | --------------- |
| 2011            | /               |
| 2012            | /               |
| 2013            | 1               |
| 2014            | 9               |
| 2015            | 3               |
| 2016            | 3               |
| 2017            | 3               |
| 2018            | 4               |
| 2019            | 2               |
| 2020            | 1               |
| 2021            | 2               |
| 2022            | 2               |

## 相鄰車站
土佐黑潮鐵道
■中村線
■特急「足摺」、「四萬十」1,4號
通過
■普通
土佐佐賀（TK30）－佐賀公園（TK31）－土佐白濱（TK32）

## 外部連結
- 土佐黑潮鐵道佐賀公園站